# Oospila congener
Oospila congener är en fjärilsart som beskrevs av W. Warren 1900. Oospila congener ingår i släktet Oospila och familjen mätare. Inga underarter finns listade i Catalogue of Life.